# A Outra Margem
A Outra Margem é um filme realizado por Luís Filipe Rocha, estreado em Outubro de 2007. O filme foi o sexto filme nacional mais visto de 2007 em Portugal.

## Sinopse
Ricardo é um homem gay, transformista num bar de Lisboa. O seu namorado morreu e vimos a saber que se suicidou. 
Ricardo sobrevive, mas tenta suicidar-se também pouco depois. É essa tentativa falhada de suicídio que lhe permite retomar o contacto com a sua irmã Maria e conhecer o seu sobrinho Vasco. Ambos vivem em Amarante, a terra natal de Ricardo – mas ambos vivem também outras margens: Vasco tem Síndrome de Down, Maria é mulher (e mãe solteira).
Quando Ricardo vai para Amarante, retoma ainda o contacto com o seu pai, José – e vemos como a única margem completamente intransponível é a que o separa do filho gay. 
Mas é com Vasco – e com Maria – que Ricardo reaprende a viver. O filme conta-nos a história desta reaprendizagem. 

## Elenco
- Filipe Duarte... Ricardo
- Maria d'Aires... Maria
- Tomás Almeida... Vasco
- Horácio Manuel... José
- Sara Graça... Luísa
- Eduardo Silva... Luís
- João Pedro Vaz... Pedro
- Pompeu José... António
- Teresa Faria... Rosa
- Fernando Santos... Edgar
- Luís Viegas... Vítor
- André Branco... Domingos

## Prémios
- Prémio Arco-Íris 2007 da Associação ILGA Portugal

Globos de Ouro 2008 (Portugal)
| Categoria                    | Resultado |
| ---------------------------- | --------- |
| Melhor ator - Filipe Duarte  | Indicado  |
| Melhor atriz - Maria d'Aires | Indicado  |
| Melhor filme                 | Indicado  |

Festival Internacional de Cinema de Guadalajara 2008 (México)
| Secção                                  | Categoria                                   | Resultado |
| --------------------------------------- | ------------------------------------------- | --------- |
| Longa-metragem iberoamericana de ficção | Prémio Especial do Júri - Luís Filipe Rocha | Venceu    |
| Longa-metragem iberoamericana de ficção | Melhor atriz - Maria d'Aires                | Venceu    |

Festival Internacional de Cinema de Montreal 2007 (Canadá)
| Categoria                                      | Resultado |
| ---------------------------------------------- | --------- |
| Melhor ator - Filipe Duarte e Tomás Almeida    | Venceu    |
| Grande Prémio das Américas - Luís Filipe Rocha | Indicado  |